# Jan Niemirowicz Pieńko
Jan Niemirowicz Pieńko herbu Jastrzębiec (zm. 1540) – namiestnik witebski, starosta czerkaski i kaniowski (1539)
Syn Piotra Fiedkowicza Niemirowicza (zm. ok. 1499), wnuka Jana Niemiry z Wsielubia, i Zofii.
Miał dwie siostry: zmarłą młodo Zofię I v. za Stanisławem Dowojną II v. za Janem Steczko Dołubowskim (matkę wojewody połockiego Stanisława Dowojny) i Annę za Janem Dowojną (matkę Katarzyny za Janem Hajką).
Wcześnie osierocony, jeszcze jako małoletni uzyskał potwierdzenie praw do Lulina Wielkiego (Lulina i Lulińca), Korostny i Łysic.
Z ramienia Iwana Bohdanowicza Sapiehy, wojewody witebskiego w latach 1520–1528, był namiestnikiem witebskim.
Przed 1514 ożenił się z córką wojewody podlaskiego Jana Semenowicza Sapiehy – Bohdaną Hanną. Małżeństwo było bezdzietne, wobec czego 10 marca 1540 zapisał jedną trzecią swych dóbr swojemu siostrzeńcowi Stanisławowi Dowojnie, dokonując jednocześnie jego adopcji. Niedługo po tym obdarował go resztą swojego majątku.